# I Want You Back (песен на Мелани Би)
„I Want You Back“ е дебютният сингъл на английската поп певица Мелани Браун, издаден на 14 септември 1998. Първоначално излиза като сингъл към саундтрака на филма от 1998 г. „Защо се влюбват глупаците“ (Why Do Fools Fall in Love), а по-късно е включен в албума ѝ Hot. Това е първият солов сингъл на певица от Spice Girls, достигнал първо място в класацията за сингли на Великобритания UK Singles Chart.
В класацията Билборд Хот 100 песента достига 25-а позиция.